# Сумба (протока)

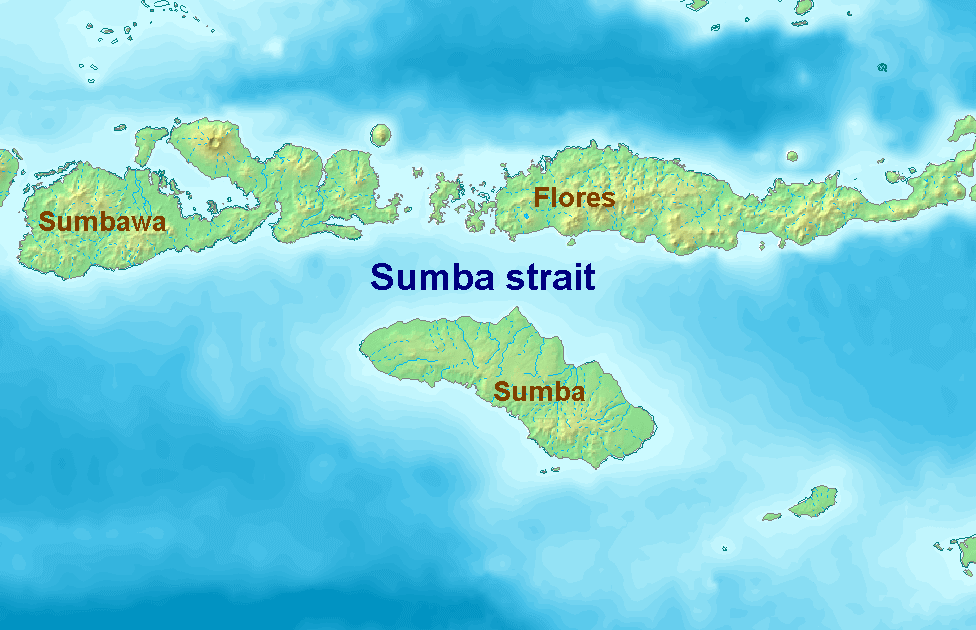
Мапа протоки Сумба

Сумба (індонез. Selat Sumba — протока між островом Сумба і островами головної гряди Малих Зондських островів. Поєднує море Саву з Індійським океаном. Має суттєве значення для судноплавства. Частина акваторії протоки входить до складу різних національних парків.

## Географічне положення
Протока відокремлює острів Сумба від основної гряди Малих Зондських островів, яка розташована на північ від нього. Безпосередніми сусідами Сумби через протоку є приблизно такі ж за розміром острова Сумбава і Флорес, а також група більш дрібних островів, розташованих між ними (Комодо, Рінча та інші).
На відміну від більшості інших проток цій частині Індонезії, які перетинають Малу Зондськими гряду з півночі на південь і з'єднують акваторії двох океанів — Тихого і Індійського, протока Сумба витягнута строго із заходу на схід і з'єднує міжострівне море Саву, що належить до акваторії Індійського океану, з основним водним простором цього ж океану. У північній частині його акваторія змикається з акваторіями міжокеанських проток Сапе, Лінтах і Моло, що проходять, відповідно, між островами Сумбава і Комодо, Комодо і Рінча та Рінча і Флорес.
Сумба є найширшею з проток Малих Зондських островів: її мінімальна ширина — між крайньою південною точкою Флореса і крайньою північною точкою Сумби — становить не менше 45 км. Її південний берег, берег острова Сумба, має досить рівні обриси. Береги островів, що утворюють північне узбережжя, порізані кілька сильніше: найбільші затоки і бухти є в південно-західній частині острова Сумбава.
Єдиним островом, лежачим безпосередньо в протоці Сумба, є Мулес, що знаходиться в декількох кілометрах на південь від узбережжя острова Флорес. У прибережних ділянках акваторії протоки є коралові рифи.
У протоці проходить адміністративний кордон між індонезійськими провінціями Західна Південно-Східна Нуса і Східна Південно-Східна Нуса. До першої з провінцій відноситься острів Сумбава, до другої — усі інші острови, що виходять на протоку з півночі, а також острів Сумба. На північному і південному берегах протоки знаходиться безліч населених пунктів сільського типу.

## Природні умови
Сумба є одною з найбільш глибоководних серед проток акваторії Малих Зондських островів: у 2—3 км від берегів її глибини стабільно перевищують 200 метрів, а максимальна глибина становить не менше 900 метрів.
Сумба — сама тепловодна серед усіх проток гряди: у період північно-західних мусонів, що дмуть із січня по березень, середня температура води в його акваторії становить не менше 30 °C, що на 1—3 °C вище, ніж в інших протоках. Вона також займає перше місце серед них за рівнем солоності води: не менше 35 ‰ проти, відповідно, 33—34 ‰.
Незважаючи на те що Сумба, на відміну від більшості проток гряди, не пов'язує між собою Тихий та Індійський океани, вона грає досить важливу роль в системі Індонезійського потоку — складного комплексу океанських течій, який переміщує водні маси цих океанів в обох напрямках. Протока приймає потоки, що проходять через море Банда, протоку Омбало і море Саву. Конфігурація та інтенсивність цих потоків схильна до значних сезонних коливань, проте в цілому обсяг водних мас, що рухаються з Тихого океану в Індійський, набагато перевершує обсяг вод, що переміщуються у зворотному напрямку.
Іхтіофауна протоки вельми багата й різноманітна, тут зустрічаються рідкісні біологічні види. Невелику ділянку його акваторії, що безпосередньо примикає до островів Комодо і Ринча, з початку 1990-х років входить до складу національного парку «Комодо», включеного до списку Всесвітньої спадщини ЮНЕСКО. У 2009 році Міністерство з морських справ і рибальства Республіки Індонезії оголосило про створення у взаємодії зі Всесвітнім фондом дикої природи найбільшого в Південно-Східній Азії морського національного парку площею понад 35 тисяч км², що охоплює частину моря Саву і прилеглих акваторій, в тому числі значну частину протоки Сумба — сектор між берегами островів Флорес і Сумба площею понад 5,5 тисячі км². Цей захід покликаний забезпечити охорону китоподібних, не менше 14 видів яких систематично курсують через ці води. Крім того, передбачається, що створення національного парку забезпечить збереження 336 видів риб і понад 500 видів коралів, що мешкають тут.

## Економічне і транспортне значення
Завдяки хорошим навігаційним умовам — великим ширині й глибині, відсутності мілин — протока Сумба активно використовується для судноплавства: тут проходять маршрути, що з'єднують порти південно-західного і південно-східного узбережжя Індонезії. В ході тихоокеанської кампанії Другої світової війни через протоку систематично ходили кораблі військово-морських сил обох сторін, в повітряному просторі над протокою відбувалися повітряні бої.
Між берегами протоки налагоджено систематичне судноплавне і поромне сполучення. Основні морські порти — Вайкело і Вайнгапу на острові Сумба, а також Нангалілі на острові Флорес.
У тих частинах акваторії протоки, які не віднесені до національних парків, ведеться активне рибальство. Виловлюються, зокрема, смугастий тунець і малий східний тунець, різні види груперів.